# Elaphoglossum gloeorrhizum
Elaphoglossum gloeorrhizum là một loài thực vật có mạch trong họ Lomariopsidaceae. Loài này được Mickel mô tả khoa học đầu tiên năm 1992.